# Sopwith Snail
Sopwith 8F.1 Snail byl prototyp britského jednomístného stíhacího letounu vzniklý v době první světové války. Typ nebyl úspěšný kvůli nespolehlivé pohonné jednotce a jeho vývoj byl opuštěn.

## Vznik a vývoj
Typ 8F.1 Snail byl navržen Herbertem Smithem u Sopwith Aviation Company v odpověď na požadavky specifikací A.1(a) Air Board (odbor dodávek letadel) na lehký stíhací letoun s novým stabilním nerotačním hvězdicovým motorem Wasp společnosti A.B.C. Smith navrhl malý dvouplošník s jednokomorovým systémem mezikřídelních vzpěr poháněný tímto novým sedmiválcem. Dne 31. října 1917 byly objednány čtyři prototypy konvenční konstrukce kombinující dřevěnou kostru s plátěným potahem, ale již v listopadu byla objednávka revidována aby zahrnovala další dva kusy s trupem řešeným jako skořepinová konstrukce z překližky. Podle kontraktu obdržely první čtyři stroje s konvenčními příhradovými trupy sériová čísla C4284-C4287, dodatečně přiobjednané skořepinové pak C4288 a C4289. Prototypy C4284 a C4288 se začaly stavět současně.
První prototyp sériového čísla C4284 s konvenčně konstruovaným trupem poprvé vzlétl 4. dubna dubnu 1918. Jeho křídla měla mírné negativní stupnění (cca 5 palců, ~ 12,7 cm), s kokpitem umístěným pod velkým výřezem v baldachýnu horního křídla, poskytujícím pilotovi výhled vpřed. Výzbroj se skládala ze dvou synchronizovaných kulometů Vickers v bocích trupu a jednoho kulometu Lewis vpravo nad horním křídlem.:s.36–37 Mezitím již byly rozestavěny další objednané kusy a dokončoval se i první skořepinový Snail. 
27. dubna byl zalétán druhý prototyp sériového čísla C4288, s trupem skořepinové konstrukce. Kromě konstrukce trupu se lišil i uspořádáním křídel, které byly konstrukčně a rozměrově identické s prvním prototypem, ale u druhého prototypu byly instalovány s 22 palci (~ 55,9 cm) pozitivního stupnění, takže kokpit byl za odtokovou hranou horního křídla.:s.38–39 Nosné trupové vzpěry byly rovněž odlišné, baldachýn horního křídla již neměl střední výřez, ale pouze obvyklý v odtokové hraně.
Oba prototypy byly začátkem května odeslány ke zkouškám do Martlesham Heath. Ačkoliv výkony byly dobré, a typ dosahoval mírně vyšší rychlosti a stoupavosti než Sopwith Camel,:s.39 jeho ovládání bylo obtížné, zejména při nízkých rychlostech, a podobně jako u dalších letounů stavěných podle specifikací A.1(a) se objevily potíže se spolehlivostí motoru Wasp, jehož produkce byla v říjnu 1918 zastavena.:s.39 Zkoušky obou prototypů ještě nějaký čas pokračovaly, rozestavěné části z již nedokončených dalších Snailů byly použity jako náhradní díly. Oba dokončené prototypy byly v listopadu 1919 rozštípány na palivové dříví.:s.39–40

## Specifikace (druhý prototyp C4288)
Údaje podle:s.40

### Technické údaje
- Délka: 5,79 m (19 stop)
- Rozpětí křídel: 7,72 m (25 stop a 4 palce)
- Výška: 2,39 m (7 stop a 10 palců)
- Nosná plocha: 17,7 m² (250 čtverečních stop)[4]
- Prázdná hmotnost: 632 kg (1 390 lb)
- Vzletová hmotnost: 873 kg (1 720 lb)
- Pohonná jednotka: 1 × vzduchem chlazený sedmiválcový hvězdicový motor ABC Wasp
- Výkon pohonné jednotky: 200 hp (149 kW)

### Výkony
- Maximální rychlost: 200 km/h (108 uzlů, 124,5 mph) ve výši 3 050 m (10 000 stop)
- Výstup do výše 3 050 m (10 000 stop): 9 minut 55 sekund
- Plošné zatížení křídel: 49,3 kg/m² (7,68 lb/ft²)
- Poměr výkon/hmotnost: 0,15 kW/kg (0,089 hp/lb)
- Dolet:

### Výzbroj
- 2 × synchronizovaný kulomet Vickers ráže 7,7 mm v trupu
- 1 × kulomet Lewis ráže 7,7 mm nad horním křídlem